# Jean Absil
Jean Nicolas Joseph Absil (Péruwelz, 23 ottobre 1893 – Uccle, 2 febbraio 1974) è stato un compositore belga.
Studiò con il compositore e musicista belga, Paul Gilson , al conservatorio di Bruxelles, dove insegnò dal 1930.
È stato direttore dell'Accademia di Musica di Etterbeek per quarant'anni. Tale Accademia gli fu intitolata nel 1963. Fu eletto membro dell'Accademia Reale del Belgio nel 1955 e ricevette il Premio Quinquennale del Governo belga nel 1964.
Figura di rilievo della vita musicale belga, è autore di numerosi lavori teatrali, sinfonici e da camera, scritti in un linguaggio musicale svincolato dai tradizionali principi tonali.